# Encarsia porteri
Encarsia porteri är en stekelart som först beskrevs av Mercet 1928.  Encarsia porteri ingår i släktet Encarsia och familjen växtlussteklar. Inga underarter finns listade i Catalogue of Life.